# سكلوب إفريقي
سكلوب أفريقي (الاسم العلمي: Cyclops africanus) هو نوع من المفصليات يتبع جنس السكلوب من الفصيلة السكلوبية.